# Siegfried Heimberg
Siegfried Heimberg (* 9. September 1898 in Madfeld; † 21. Oktober 1965 in Dortmund) war Kaufmann und Vorsitzender des Landesverbandes der Jüdischen Gemeinden von Westfalen-Lippe und der Jüdischen Gemeinde Dortmund.

## Leben und Wirken

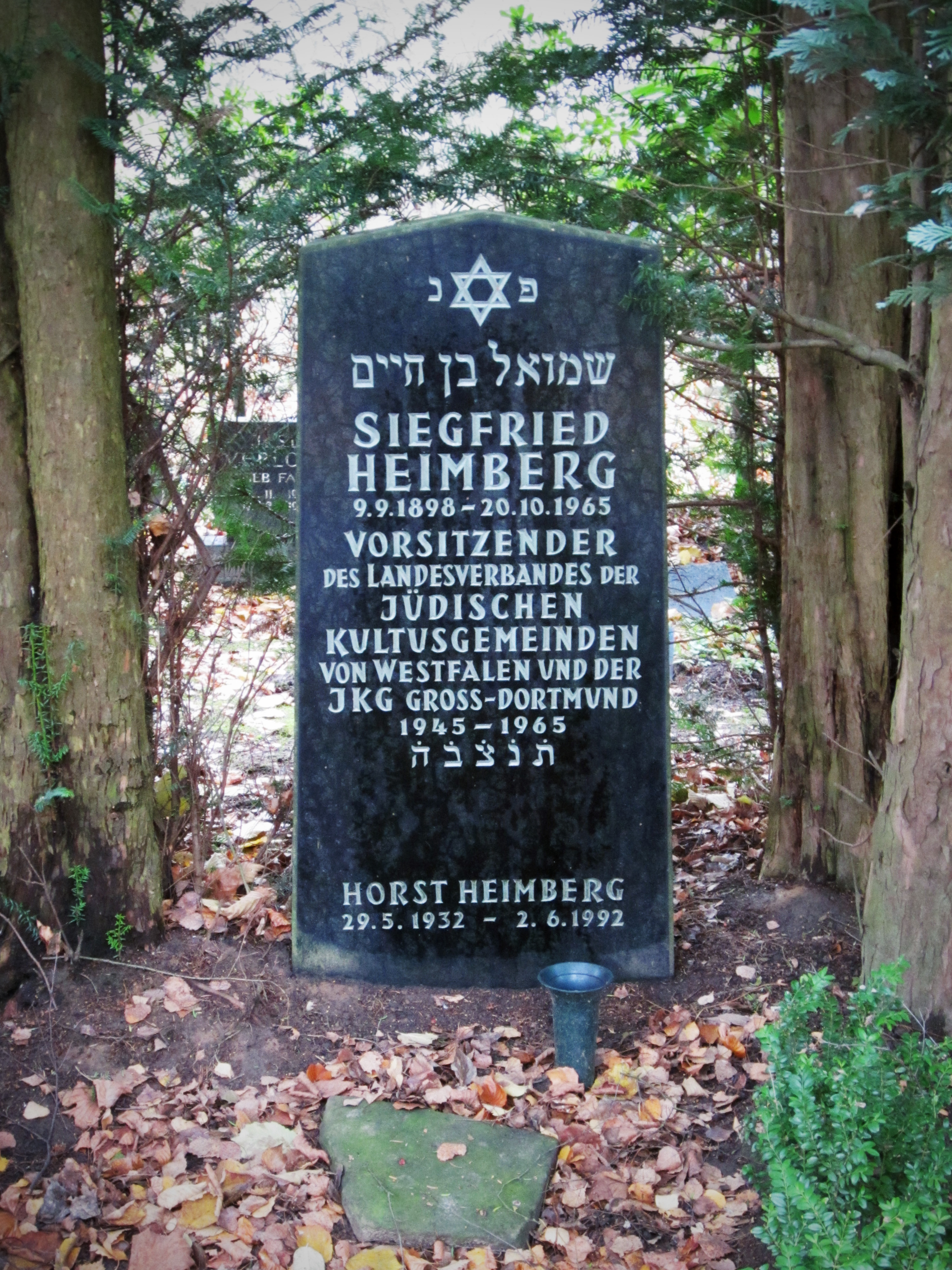
Grab von Siegfried Heimberg, Hauptfriedhof Dortmund

Siegfried Heimberg wurde am 9. September 1898 als sechstes von sieben Kindern des Gastwirts Heinemann Heimberg (1857–1931) und Thelina (1862–1901), geborene Frankenberg, in Madfeld geboren. Thelina verstarb 1901 und Heinemann Heimberg heiratete deren Schwester, Rebecca Frankenberg, die 1902 im Wochenbett verstarb. Mit seiner dritten Ehefrau Mathilde Steinmann hatte Heinemann Heimberg noch fünf weitere Kinder. Zu Siegfried Heimbergs Geschwistern zählt die Freiwirtschaftlerin Bertha Heimberg. Das Wohnhaus und die Gastwirtschaft der Familie brannte 1912 und die Familie zog nach Dinslaken.
Heimberg besuchte die katholische Volksschule in Madfeld und machte anschließend eine kaufmännische Lehre in Marburg und später in Köln. Während des Ersten Weltkriegs war er Kriegsteilnehmer, wurde verwundet und war von 1916 bis 1919 in britischer Kriegsgefangenschaft. Seit 1920 arbeitete er als selbstständiger Kaufmann in Köln und später als Vertriebsleiter in einem Zeitschriftenverlag. Im Jahr 1931 heiratete er Elfriede Zier, die nicht jüdischen Glaubens war. Ein Jahr darauf wurde dem Ehepaar ein Sohn geboren.
Im Jahr 1936 wurde er aus politischen Gründen entlassen. Er fand als Jude keine Arbeit und ging zunächst nach Mannheim, wo seine Tochter geboren wurde. Am 1. Oktober 1937 zog er nach Dortmund und musste dort von 1938 bis 1944 Zwangsarbeit im Tiefbau leisten. Er bemühte sich um eine Ausreise nach Amerika, doch erhielt die Familie auf Grund der Behinderung des Sohnes keine Einreisegenehmigung. Am 29. September 1944 kam er in das Arbeitslager Weißenfels und drei Monate später in das Arbeitslager Halle (Saale). Von dort wurde er in das KZ Theresienstadt deportiert. Zwei Geschwister und vier Halbgeschwister sowie die Stiefmutter und ein Onkel fielen dem Holocaust zum Opfer. Drei Geschwistern und zwei Halbgeschwistern gelang die Ausreise.
Nach der Befreiung Theresienstadts durch die Rote Armee im Mai 1945 kehrte Heimberg Ende Juli 1945 nach Dortmund zurück. Seine Frau war mit den Kindern frühzeitig nach Großalmerode gezogen und kehrte nach dem Krieg ebenfalls nach Dortmund zurück. Sie bekamen eine Wohnung zugewiesen und 1946 wurde ihre zweite Tochter geboren.
Im Jahr 1945 hatte er maßgeblichen Anteil an der Wiedergründung der Dortmunder jüdischen Kultusgemeinde. Nach Heimbergs zeitgenössischem Bericht ließ die Stadtverwaltung etwa im Juli 1945 die restlichen Überlebenden der früheren jüdischen Gemeinde aus Theresienstadt abholen. Es gelang Heimberg für die jüdischen Rückkehrer Zusammenkünfte mit stetig steigender Teilnehmerzahl arrangieren. Im August 1945 wurde er, auf der vierten Versammlung, in den vierköpfigen Gemeindevorstand und später zu ihrem Vorsitzenden gewählt, was er zunächst ehrenamtlich und ab 1946 hauptamtlich ausübte. Gleichzeitig war er von 1946 bis 1965 Vorsitzender des Landesverbandes der Jüdischen Gemeinden von Westfalen-Lippe. Dabei hat zum Aufbau jüdischer Gemeinden in diesem Gebiet beigetragen. Er legte in Dortmund den Grundstein der neuen Synagoge und organisierte den Transport jüdischer Waisenkinder nach Israel. Außerdem war er an der Durchsetzung der jüdischen Kultusgemeinden als Anstalt öffentlichen Rechts beteiligt. Er setzte sich auch für die Wiedergutmachungsgesetze ein.
Siegfried Heimberg starb am 21. Oktober 1965 in Dortmund.